# Joseph Barbéran
Joseph Barbéran (Valderrobres, 1925. február 21. – Montpellier, 1998. február 9.) francia nemzetközi labdarúgó-játékvezető.

## Pályafutása

### Nemzeti játékvezetés
Ellenőreinek, sportvezetőinek javaslatára lett az I. Liga játékvezetője. A nemzeti játékvezetéstől 1966-ban vonult vissza.

#### Nemzeti kupamérkőzések
Vezetett Kupa-döntők száma: 1.

##### Francia labdarúgókupa
A francia JB elismerve szakmai felkészültségét megbízta a döntő találkozó koordinálásával.
| Időpont         | Helyszín                                  | Mérkőzés típusa | Mérkőzés                  | Eredmény | Nézők száma |
| --------------- | ----------------------------------------- | --------------- | ------------------------- | -------- | ----------- |
| 1962. május 13. | Yves-du-Manoir Olimpiai Stadion, Colombes | döntő           | AS Saint-Étienne–FC Nancy | 1 : 0    | 32 777      |

##### Francia labdarúgó-szuperkupa
| Időpont             | Helyszín                   | Mérkőzés típusa | Mérkőzés                       | Eredmény | Nézők száma |
| ------------------- | -------------------------- | --------------- | ------------------------------ | -------- | ----------- |
| 1961. augusztus 22. | Stade Vélodrome, Marseille | döntő           | AS Monaco FC–CS Sedan Ardennes | 1 – 1    | 2000        |

### Nemzetközi játékvezetés
A Francia labdarúgó-szövetség Játékvezető Bizottsága (JB) 1958. augusztus 1-jén terjesztette fel nemzetközi játékvezetőnek, a Nemzetközi Labdarúgó-szövetség (FIFA) bíróinak keretébe. A világ egyik legjobban foglalkoztatott játékvezetője volt, aki évente sok nemzetközi és nemzetek közötti mérkőzést vezetett. A francia nemzetközi játékvezetők rangsorában, a világbajnokság-Európa-bajnokság sorrendjében többedmagával a 21. helyet foglalja el 3 találkozó szolgálatával. Amikor francia szövetség 1966-ban az UEFA JB-től  megkapta a Real Madrid–Anderlecht BEK-selejtező ellenőri jelentését, örökre eltiltotta a nemzeti és a nemzetközi mérkőzésvezetéstől. Válogatott mérkőzéseinek száma: 8.

#### Labdarúgó-Európa-bajnokság
Az európai-labdarúgó torna döntőjéhez vezető úton Franciaországba az I., az 1960-as labdarúgó-Európa-bajnokságra és Spanyolországba az II., az 1964-es labdarúgó-Európa-bajnokságra az UEFA JB játékvezetőként foglalkoztatta.

##### 1960-as labdarúgó-Európa-bajnokság

###### Selejtező mérkőzés
| Időpont         | Helyszín                       | Mérkőzés típusa | Mérkőzés               | Eredmény | Nézők száma |
| --------------- | ------------------------------ | --------------- | ---------------------- | -------- | ----------- |
| 1959. május 10. | Tehelne Pole, Stadion, Pozsony | előselejtező    | Csehszlovákia–Írország | 4 : 0    | 41 000      |

###### Európa-bajnoki mérkőzés
| Időpont        | Helyszín                          | Mérkőzés típusa   | Mérkőzés               | Eredmény | Nézők száma |
| -------------- | --------------------------------- | ----------------- | ---------------------- | -------- | ----------- |
| 1960. május 8. | Nacional Do Jamor Stadion, Oeiras | egyik negyeddöntő | Portugália–Jugoszlávia | 2 : 1    | 50 000      |

##### 1960-as labdarúgó-Európa-bajnokság

###### Selejtező mérkőzés
| Időpont            | Helyszín                         | Mérkőzés típusa   | Mérkőzés        | Eredmény | Nézők száma |
| ------------------ | -------------------------------- | ----------------- | --------------- | -------- | ----------- |
| 1963. december 10. | Idrætsparken Stadion, Koppenhága | egyik negyeddöntő | Dánia–Luxemburg | 2 : 2    | 36 294      |

#### Nemzetközi kupamérkőzés
Vezetett Kupa-döntők száma:  1.

##### Vásárvárosok kupája
Az UEFA JB elismerve szakmai felkészültségét megbízta a döntő első mérkőzésének vezetésével. A tornasorozat 7. döntőjének – 2. francia – bírója.
| Időpont             | Helyszín                   | Mérkőzés típusa     | Mérkőzés                 | Eredmény | Nézők száma |
| ------------------- | -------------------------- | ------------------- | ------------------------ | -------- | ----------- |
| 1962. szeptember 8. | Mestalla Stadion, Valencia | döntő első mérkőzés | Valencia CF–FC Barcelona | 6 : 2    | 65 000      |

##### Bajnokcsapatok Európa-kupája
1966-ban Madridban a Real Madrid CF–Anderlecht selejtező mérkőzést vezetve, olyan feltűnő ítéleteket hozott, amelyeknél a belga csapatnak esélye sem volt - a hazai pálya előnye miatt - a győzelemre. Az UEFA JB ellenőre jegyzőkönyvében rögzítette az eseményeket. Az UEFA kérte a tagszövetségeket, hogy a továbbiakban csak az UEFA Játékvezető Bizottsága (JB) által küldött játékvezetőt tekintsék hivatalosnak és fogadják el. A továbbiakban az UEFA minden hivatalos nemzetközi mérkőzésre játékvezető-ellenőrt küld.